# Ext2Fsd
Ext2Fsd (kurz für Ext2 File System Driver) ist ein in C geschriebener Dateisystem-Treiber für Microsoft Windows. Er ermöglicht den Zugriff auf die Dateisysteme ext2, ext3 und ext4, indem er Linux-Partitionen wie Windows-Partitionen in den Explorer einbindet. Diese Dateisysteme werden hauptsächlich auf Linux-Systemen verwendet und bieten Funktionen wie Journaling, erweiterte Attribute und ACLs.
Der Treiber kann unter Windows 2000 bis Windows 10 sowie den Serverversionen 2003 bis 2008 R2 installiert werden.
Die Unterstützung für Windows NT wurde in Version 0.30 eingestellt.
Das Programm Ext2Mgr kann optional installiert werden um u. a. die Laufwerksbuchstaben zu pflegen.

## Rezeption
Das Computermagazin PC-Welt berichtete 2009 von häufigen Abstürzen des Programms bei der Verwendung mit der neusten Betaversion von Windows 7. So sei das Programm nicht in der Lage gewesen, reibungslos auf ext3-Partitionen zuzugreifen. Dies führte häufig zu einem Bluescreen. Abstürze dieser Art können zu Datenverlust führen, etwa wenn noch nicht permanent gespeicherte Daten im Hauptspeicher vorhanden sind. Nur auf ext2-Partitionen konnte das Programm fehlerfrei zugreifen. 2012 warnte die Computerwoche, dass der Schreibzugriff auf ext3-Partitionen „nicht ungefährlich“ sei. Es könne zu Datenverlust kommen.

## Unterstützte Funktionen im Detail
Der Treiber unterstützt offiziell ext2, ext3 und ext4. Der Entwickler warnt, dass er den Treiber nur auf einigen der populären Plattformen testen konnte und somit Datenverlust und Abstürze wegen eventueller Softwarekonflikte nicht ausschließen kann.
|      | Lesen | Schreiben | Journal  | dir_index |
| ext2 | Ja    | Ja        | —        | —         |
| ext3 | Ja    | Ja        | begrenzt | Ja        |
| ext4 | Ja    | Ja        | begrenzt | Ja        |
| ---- | ----- | --------- | -------- | --------- |

### Unterstützte Ext3/4-Funktionen
- flexible Inodengröße: > 128 Byte, bis Blockgröße
- dir_index: htree Verzeichnisindex
- Dateityp: extra Dateimodus in dentry
- large_file: > 4GB-Dateien unterstützt
- sparse_super: Superblock-Sicherung in Gruppendeskriptor
- uninit_bg: schnelle fsck- und group-Prüfsumme
- Umfang: volle Unterstützung beim Ausfahren und Schrumpfen.
- journal: nur Unterstützung Wiederholung für internes Journal
- flex_bg: erste flexible Metadatengruppe
- symlink und hardlink
- Mount-as-user: spezifizierte uid/gid-Unterstützung

(Quellen:)

### Nicht unterstützte Ext3/4 Funktionen
- journal: log-based operations, external journal
- Extended file attributes (EA), Access Control List (ACL)

## Verbreitung und Verwendung
Ext2Fsd wird in Fachbüchern als Werkzeug für digitale Forensik sowie für Einsteiger in die Unix-Welt aufgegriffen.
Der Treiber ist Bestandteil des Windowsklons ReactOS.